# Dad Behavior
«Dad Behavior» (укр. «Поведінка тата») — восьма серія двадцять восьмого сезону мультсеріалу «Сімпсони», прем'єра якої відбулась 20 листопада 2016 року у США на телеканалі «Fox».
Серію присвячено Віну Скаллі, спортивному коментатору, який 2016 року завершив свою кар'єру.

## Сюжет
Намагаючись скласти скандинавські складні меблі, Гомер застрягає в шафі, яку він зібрав. Щоб допомогти йому врятуватися, Барні рекомендує йому новий додаток «Chore Monkey» (укр. «Мавпа-помічниця»), який полегшує життя його користувача, доручаючи підрядникам виконувати важкі завдання. Гомер починає використовувати додаток для всіх своїх небажаних завдань.
Зрештою, він використовує «Chore Monkey Gold» — преміум-рівень підписки на програму, — щоб найняти когось замість себе проводити час з Бартом. Однак незабаром він заздрить легкому зв'язку цієї мавпочки — Метта Лейнарта — з Бартом. Гомер ненадовго наймає мавпу-помічника на ім'я Тайлер, щоб виступити в ролі його сина, але дві сварки призвели до того, що Тайлер йде геть…
Гомер намагається провести час із власним батьком. Однак, в Ейба самого проблеми: його нова дівчина з будинку престарілих завагітніла, через що дід нервує, оскільки вважає, що чоловіки Сімпсони не є хорошими батьками.
Тим часом, граючи у «Монополію», Барт виявляє, що Метт слідує сценарію «Chore Monkey», і насправді до нього не прив'язаний. Надворі Гомер і Мілгаус разом доливають моторне масло автомобіля Гомера, і готують піцу на двигуні. Барт, у свою чергу, ревнує.
Граючи у відеоігри з Бартом, Гомер фантазує про те, щоб натомість пограти з Мілгаусом і, зрештою, вивозить того на риболовлю в парк. Барт, натомість, зустрічається з Кірком ван Гутеном, батьком Мілгауса, у того в гаражі.
Гуляючи з Мардж у тому самому парку, Ейб розповідає, що його власні стосунки з батьком були такими ж невдалими, як і стосунки з Гомером. Помітивши, як Гомер і Мілгаус (якого плутає з Бартом) ловлять рибу, Ейб розуміє, що він все ще має шанс бути хорошим батьком. Прийшовши до своєї дівчини, Ейб виявляє, що його дівчина вагітна від Джаспера Бердлі, а не від нього. Він спочатку вражений, але потім відчуває надзвичайне полегшення.
Барт і Кірк прямують до «Парку Чуха і Сверблячки», однак Гомер і Мілгаус також відвідують цей парк. Дві пари починають гонки на картингах, але після того, як Кірк раптово гальмує, Барт вилітає з авто і б'ється об знак зупинки. Гомер поспішає йому на допомогу, вибачаючись за свою попередню стриманість. Барт називає його «татом», що дуже радує Гомера, і відновлюють їхні стосунки. Незважаючи на те, що Кірк зізнався, що катання на картингу з Бартом було найкращим часом у його житті, вони з Мілгаузом також визнають помилку. Усі четверо виїжджають із парку, позичаючи два карти тематичного парку.
У фінальній сцені мавпа-помічник-переговірник Блейк намагається відучити Меґґі смоктати пустушку. Однак, йому не вдається і він приєднується до неї… Показуються Ейб, Гомер і Бар, які разом дивляться бейсбол.

## Виробництво
Починаючи з цієї серії, «Сімпсони» виробляються студією «20th Century Fox Television Animation» після студії «Film Roman», яка виробляли серії протягом 24 років.
В інтерв'ю щодо своєї ролі в цьому епізоді Метт Лейнарт заявив, що давно любив шоу, і що це «одна з тих справ у списку [справ, які потрібно зробити]. Озвучувати для „Сімпсонів“ це так… божевільно».

## Цікаві факти і культурні відсилання
- Музика, що звучить під час погоні на картах та у кінцевих титрах, була зроблена Альфом Клаузеном та ҐреҐом Прехелем і є даниною пісням із франшизи «Форсаж»[2].

## Ставлення критиків і глядачів
Під час прем'єри серію переглянули 2,88 млн осіб з рейтингом 1.3, що зробило її найпопулярнішим шоу на каналі «Fox» тієї ночі.
Денніс Перкінс з «The A.V. Club» дав серії оцінку B-, сказавши:
|  | У серії немає нічого особливо поганого… Те, що епізод не вийшов більш пам'ятним для всіх, що є однією з тих невловимих помилок, які шалено важко визначити… Відчуження Барта та Гомера просто не відчувається вагомим або безпосереднім. |

Тоні Сокол з «Den of Geek» дав серії чотири з половиною з п'яти зірок, сказавши, що «серія є дуже смішною, дуже розумною і закінчується класичним сюжетом».
Окрім того, рецензенти прокоментували саму сцену на дивані серії. Люсі Морріс із «Digital Spy» здалося, що сцена була похмурим і дивним відходом від звичного початку серій шоу. Однак вона зазначила, що Барт, нарешті, отримав контроль над пультом, і був вітальною «срібною підкладкою» для численних травматичних смертей решти членів його сім'ї.
Згідно з голосуванням на сайті The NoHomers Club більшість фанатів оцінили серію на 1/5 із середньою оцінкою 2,16/5.